# Hanse Sail

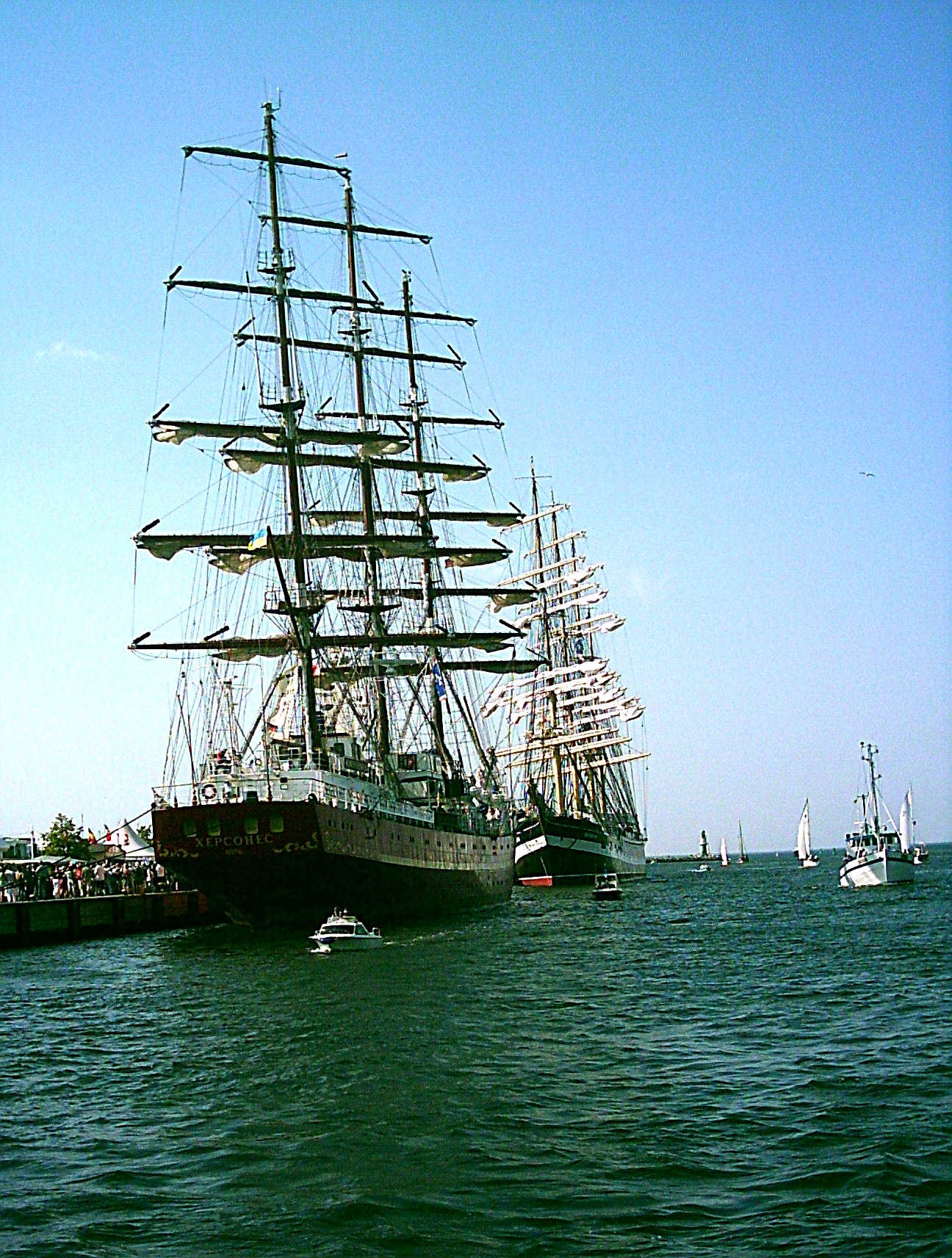
Hanse Sail 2004

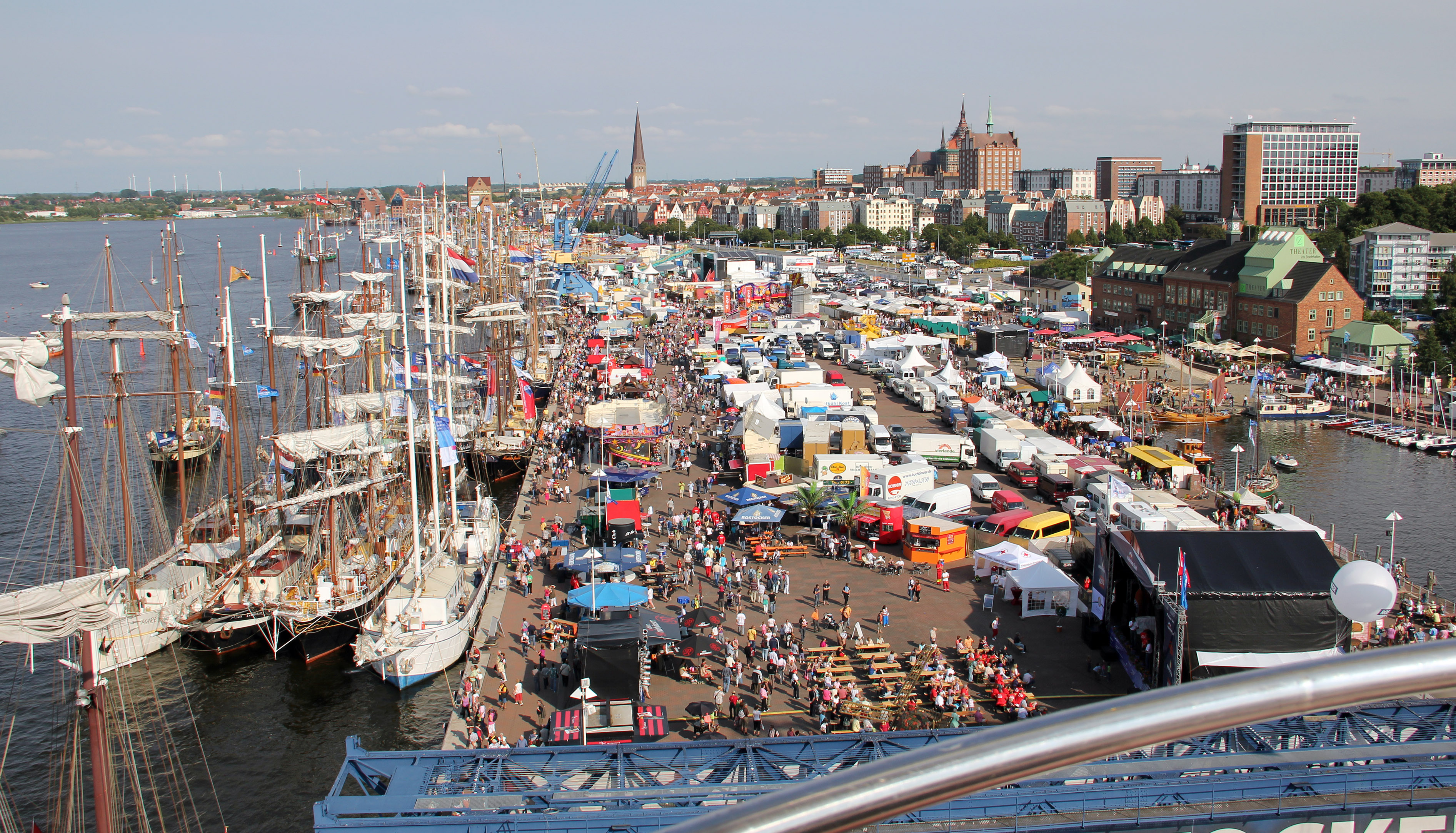
Hanse Sail 2010

Die Hanse Sail in Rostock ist eine große maritime Veranstaltung in Mecklenburg-Vorpommern. Im Unterschied zur Warnemünder Woche und zur Kieler Woche finden bei der Hanse Sail keine Regatten in den olympischen Bootsklassen statt. Einzige Regatten sind die Haikutter-Regatta, die auf der Strecke Nysted–Rostock ausgetragen wird, und die Hanse-Sail-Regatta in verschiedenen Klassen der Traditionssegler am Sail-Samstag.

## Geschichte
Die erste Hanse Sail fand vom 22. Juli bis zum 28. Juli 1991 unter dem Namen Hanseatische Hafentage statt. Die Teilnahme des Marineschulschiffs Gorch Fock lockte viele Interessierte an.
Die Juroren des beliebten Großseglerrennens konnten für ihren besonders guten Ausguck Platz nehmen auf dem einstigen Traditions-Kutter VAGEL GRIP, was von dem Vorsitzenden des Fördervereins Jugendschiff Likedeeler, Herrn Wolfdietrich Barmwoldt, u. a. im Hanse Sail Magazin 1998 dort auf Seite 85 im Interview mit dem Reporter Achim Treder dokumentiert wurde. Neben der Gorch Fock war bisher auch die deutsche Schonerbrigg "Greif", auch bekannt als ein ehemaliges Segel-Schulschiff der DDR, ein wichtiger maritimer Botschafter der Region und immer wieder gerne besuchter Publikumsmagnet auf der Hanse-Sail.

## Heute
Die Hanse Sail ist ein jährlich stattfindendes Treffen von Traditionsseglern in Rostock. Die Hanse Sail ist Mitglied im Verbund Maritime Feste an Deutschlands Küsten. Die Veranstaltung ist außerdem Teil der Reihe Baltic Sail, bei der Traditionssegler und Großsegler im Sommer koordiniert Ostseehäfen ansteuern.
Groß- und Traditionssegler sowie Kreuzfahrtschiffe, Fähren und andere große Seeschiffe kommen jedes Jahr am zweiten Wochenende im August nach Rostock. Während der Hanse Sail ist der Kreuzfahrthafen in Warnemünde immer ausgelastet. Kreuzfahrtreedereien sehen einen Anlauf während der Hanse Sail als besonderen Höhepunkt für ihre Gäste. Das Treffen der Segelschiffe wird von einem Volksfest mit Kultur- und Unterhaltungsangeboten begleitet.
Die Hanse Sail dauert von Donnerstag bis Sonntag. Am Donnerstag und Samstag Abend wird jeweils ein Höhenfeuerwerkgeschossen, eines in Warnemünde am Donnerstag und am Samstag eins im Stadthafen. Zusätzlich findet am Freitag Abend immer eine Lasershow im Alten Strom von Warnemünde statt.